# Ljusdal
Ljusdal ( PRONÚNCIA) é uma pequena cidade da província histórica da Hälsingland, na Suécia.

 
Está situada à beira do rio Ljusnan, a uma distância de 55 km a oeste da cidade de Hudiksvall.

É conhecida pelas suas casas de madeira apaineladas no centro da cidade.

Tem uma área de 5,29 km² e uma população de 7 209 habitantes (2021).

É a sede do município de Ljusdal, pertencente ao condado de Gävleborg.

### Galeria

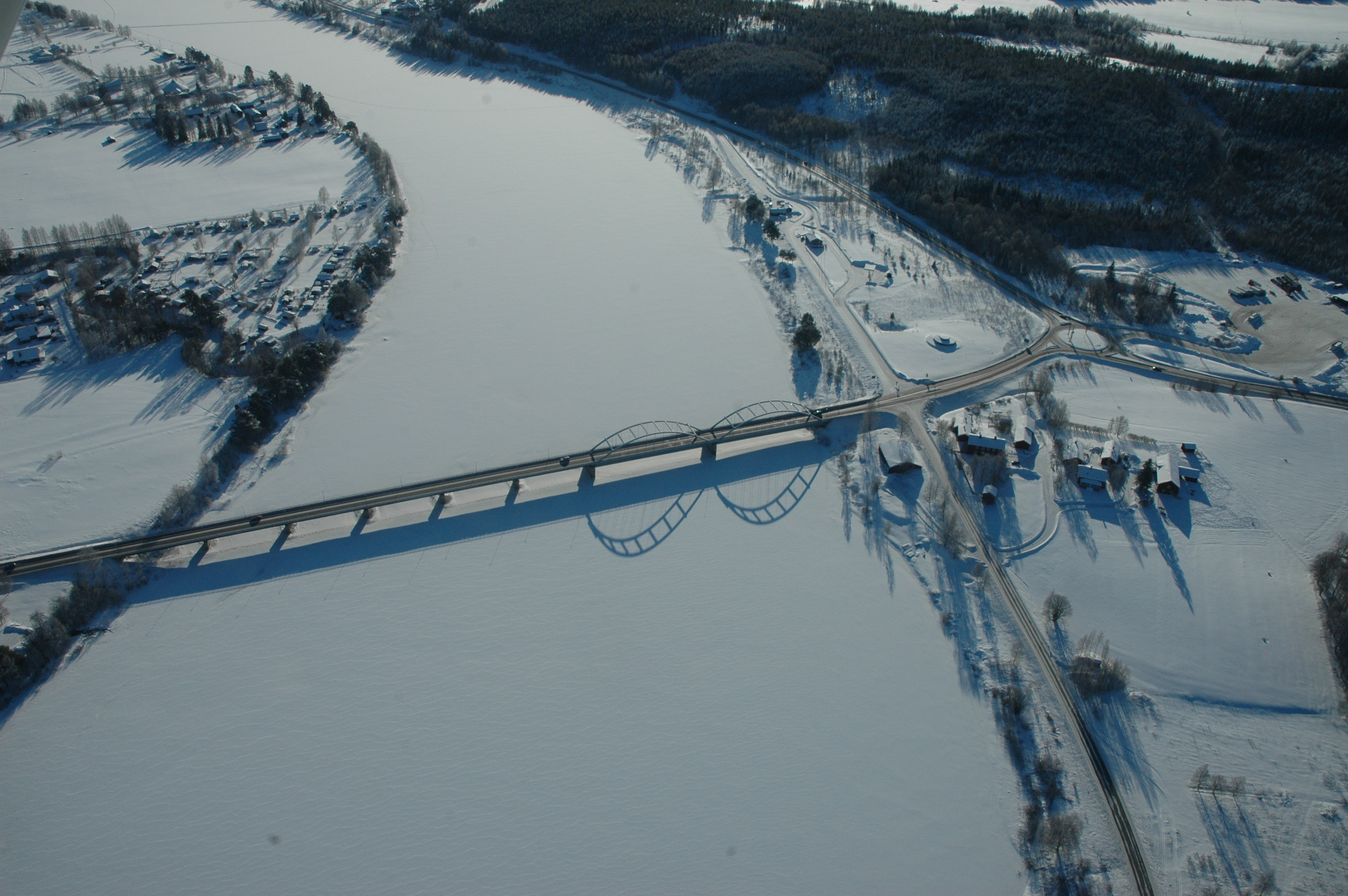
Ljusdal no inverno
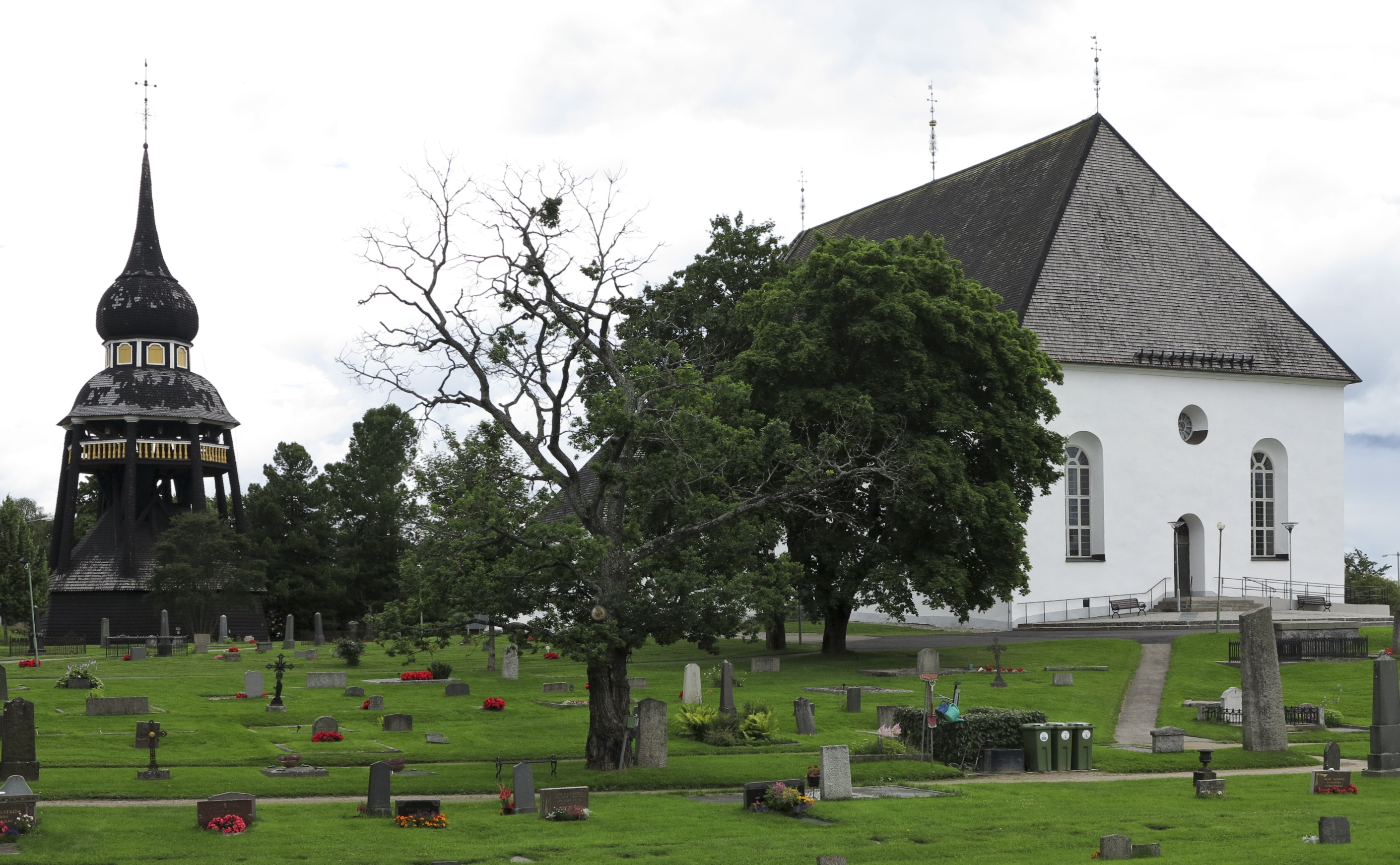
Igreja de Ljusdal
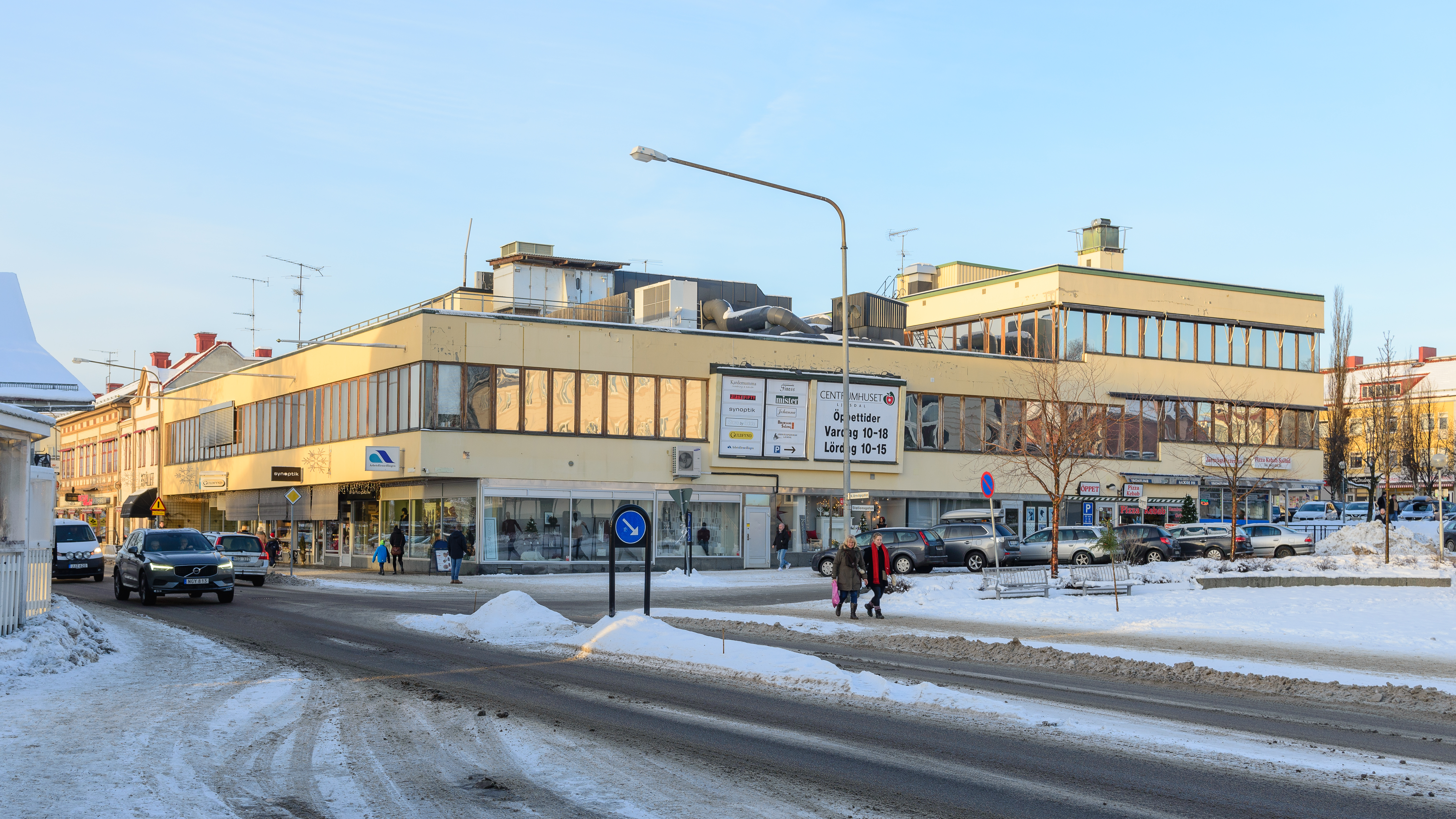
Centro da cidade
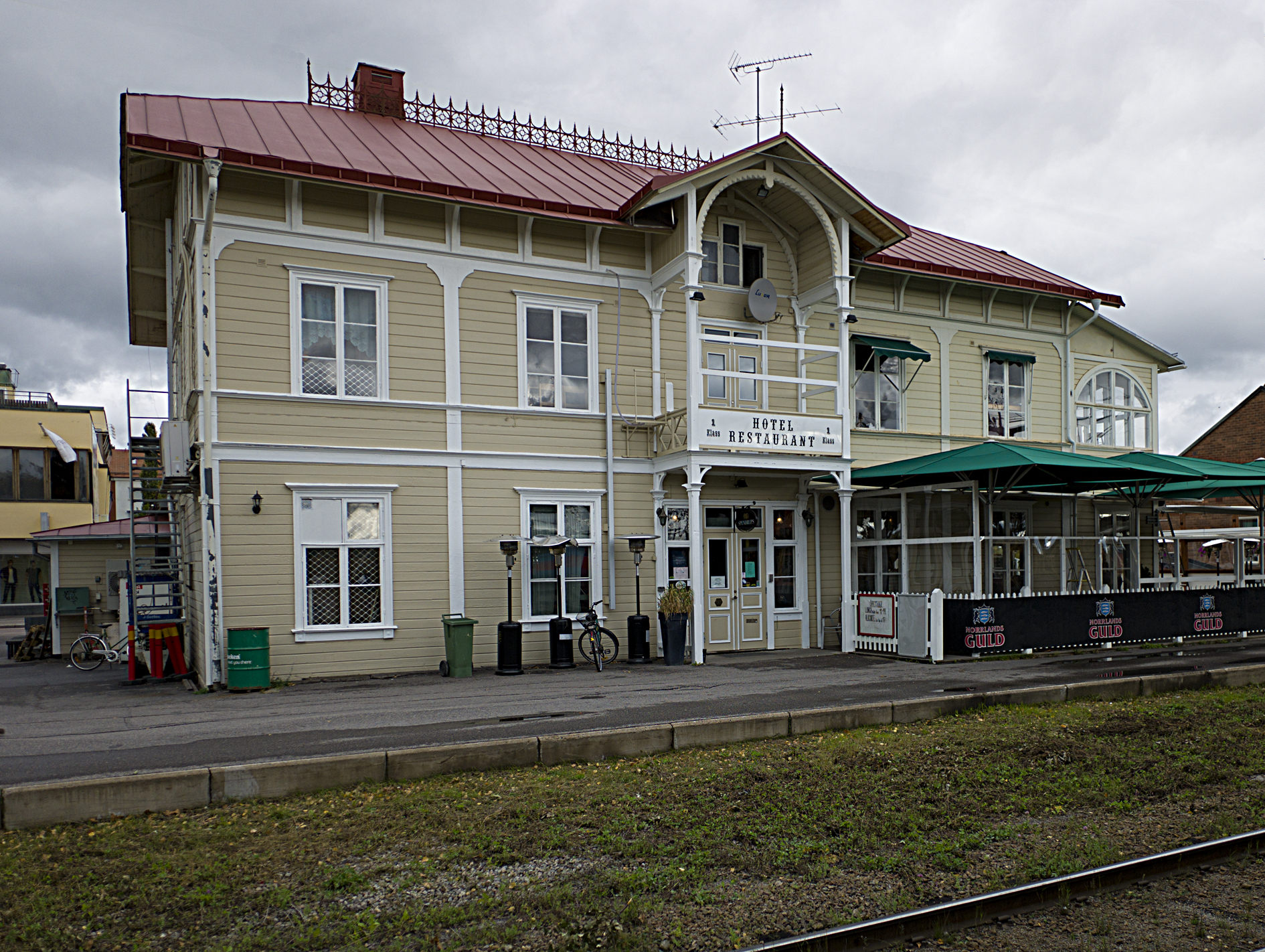
Hotel da cidade